# Éliminatoires de la Coupe du monde de football 2010, zone Afrique, premier tour
Cet article donne les résultats des matches du premier tour de qualification pour la zone Afrique pour la qualification à la Coupe du monde 2010.
Un premier tour éliminatoire étaient prévue en matches aller-retour pour les dix équipes les moins bien classées (basé sur le classement FIFA de juillet 2007).
- Madagascar contre  Comores
- Somalie contre  Eswatini
- Sao Tomé-et-Principe contre  Centrafrique
- Sierra Leone contre  Guinée-Bissau
- Seychelles contre  Djibouti

La  Centrafrique et  Sao Tomé-et-Principe étant forfaits début septembre, les meilleures équipes selon le classement FIFA participant au premier tour, les  Seychelles et le  Eswatini sont directement qualifiées pour le deuxième tour. La  Somalie et  Djibouti se sont donc rencontrées.
Les six dernières équipes encore en lice pour ce tour se sont rencontrées les 14 octobre, 16 octobre et 17 octobre 2007. Le match en Somalie n'a pu être organisé.
| Match | Équipe 1     | Résultat | Équipe 2      | Aller | Retour |
| ----- | ------------ | -------- | ------------- | ----- | ------ |
| 1     | Sierra Leone | 1-0      | Guinée-Bissau | 1-0   | 0-0    |
| 2     | Somalie      | 0-1      | Djibouti      | ---   | 0-1    |
| 3     | Madagascar   | 10-2     | Comores       | 6-2   | 4-0    |

Feuilles de match
| 14 octobre 2007 | Madagascar                                                                | 6–2 | Comores                       | Mahamasina Municipal Stadium, Antananarivo       |                                                  |
| 14:30 UTC+3     | Andriatsima 30e, 40e, 49e (pen.) 57e · Rakotomandimby 65e · Tsaralaza 79e |     | Miktadi 6e · Bakar 53e (pen.) | Spectateurs : 7 754 Arbitrage : Wellington Kaoma | Spectateurs : 7 754 Arbitrage : Wellington Kaoma |
| 14:30 UTC+3     | Rapport                                                                   |     |                               | Spectateurs : 7 754 Arbitrage : Wellington Kaoma | Spectateurs : 7 754 Arbitrage : Wellington Kaoma |

| 17 octobre 2007 | Comores | 0–4 | Madagascar                                                | Stade de Beaumer, Moroni                     |                                              |
| 15:00 UTC+3     |         |     | Nomenjanaharay 38e, 52e · Rakotomandimby 62e · Robson 74e | Spectateurs : 1 610 Arbitrage : Jerome Damon | Spectateurs : 1 610 Arbitrage : Jerome Damon |
| 15:00 UTC+3     | Rapport |     |                                                           | Spectateurs : 1 610 Arbitrage : Jerome Damon | Spectateurs : 1 610 Arbitrage : Jerome Damon |

Madagascar s'impose 10 – 2 sur l'ensemble des deux matchs et se qualifie pour le second tour.
| 16 octobre 2007 | Djibouti      | 1–0 | Somalie | Stade national El Hadj Hassan Gouled Aptidon, Djibouti |                                                      |
| 16:00 UTC+3     | H. Yassin 84e |     |         | Spectateurs : 10 000 Arbitrage : Khalid Abdel Rahman   | Spectateurs : 10 000 Arbitrage : Khalid Abdel Rahman |
| 16:00 UTC+3     | Rapport       |     |         | Spectateurs : 10 000 Arbitrage : Khalid Abdel Rahman   | Spectateurs : 10 000 Arbitrage : Khalid Abdel Rahman |

Djibouti s'impose 1 – 0 et se qualifie pour le second tour. Ce tour s'est joué en un match, car la FIFA a jugé que la Somalie n'était pas apte à jouer plus de matchs.
| 14 octobre 2007 | Sierra Leone | 1–0 | Guinée-Bissau | National Stadium, Freetown                 |                                            |
| 16:30 UTC+0     | Conteh 15e   |     |               | Spectateurs : 25 000 Arbitrage : Sule Mana | Spectateurs : 25 000 Arbitrage : Sule Mana |
| 16:30 UTC+0     | Rapport      |     |               | Spectateurs : 25 000 Arbitrage : Sule Mana | Spectateurs : 25 000 Arbitrage : Sule Mana |

| 17 octobre 2007 | Guinée-Bissau | 0–0 | Sierra Leone | Estádio 24 de Setembro, Bissau                  |                                                 |
| 16:30 UTC+0     |               |     |              | Spectateurs : 12 000 Arbitrage : Josepf Odartei | Spectateurs : 12 000 Arbitrage : Josepf Odartei |
| 16:30 UTC+0     | Rapport       |     |              | Spectateurs : 12 000 Arbitrage : Josepf Odartei | Spectateurs : 12 000 Arbitrage : Josepf Odartei |

Sierra Leone s'impose 1 – 0 sur l'ensemble des deux matchs et se qualifie pour le second tour.